# Podlas (Sieradza)
Podlas – przysiółek wsi Sieradza w Polsce, położony w województwie małopolskim, w powiecie tarnowskim, w gminie Żabno. 
W latach 1975–1998 przysiółek administracyjnie należał do województwa tarnowskiego.